# Борковская (деревня)
Борковская — деревня в Холмогорском районе Архангельской области.

## География
Находится в центральной части Архангельской области на расстоянии приблизительно 20 км на запад-северо-запад по прямой от районного центра села Холмогоры на левобережье реки Северная Двина.

## История
В 1905 году здесь (тогда деревня Архангельского уезда Архангельской губернии) было учтено 13 дворов. До 2022 года входила в Койдокурское сельское поселение до его упразднения.

## Население
Численность населения: 38 человек (1905 год), 13 (русские 100 %) в 2002 году, 9 в 2010.